# Parafia Przemienienia Pańskiego w Kazanowie Iłżeckim
Parafia Przemienienia Pańskiego w Kazanowie Iłżeckim – jedna z 11 parafii dekanatu zwoleńskiego diecezji radomskiej.

## Historia
Parafia została erygowana w 1680 przez bp. Jana Małachowskiego z wydzielonego terenu parafii Tczów. Pierwotna kaplica drewniana pochodziła z fundacji Jana Kazanowskiego z około 1550. Kościół drewniany pw. Przemienienia Pańskiego zbudowano w 1673, a konsekrował go w 1690 biskup kijowski Andrzej Załuski. Obecny kościół pw. Przemienienia Pańskiego i św. Mikołaja, fundacji Jana Kantego Wąsowicza łowczego, stężyckiego, wzniesiony został w latach 1770-1790 staraniem ks. Ambrożego Wrześniowskiego i konsekrowany w 1870 przez bp. Józefa Michała Juszyńskiego. Rozbudowano go w latach 1926 – 1934, według projektu arch. Józefa Berenta, staraniem ks. Stefana Czernikiewicza. Po tej rozbudowie konsekracji świątyni dokonał 3 czerwca 1934 bp. Paweł Kubicki. Restauracji poddawano świątynię także w latach 1970–1971 i 1985–1986. Kościół jest budowlą jednonawową, zbudowaną na planie krzyża.

## Terytorium
Do parafii należą: Czarnolas, Dębnica, Kazanów, Kochanów, Kroczów Mniejszy, Kroczów Większy, Miechów, Miechów-Kolonia, Ostrownica, Ostrownica-Kolonia, Ostrówka, Osuchów.

## Proboszczowie
- 1951–1965 – ks. Leon Figarski
- 1965–1974 – ks. Bogusław Polinceusz
- 1974–1983 – ks. Kazimierz Strzyż
- 1983–2016 – ks. kan. Czesław Błaszczykiewicz
- od 2016 – ks. Marian Dybalski